# OPPO

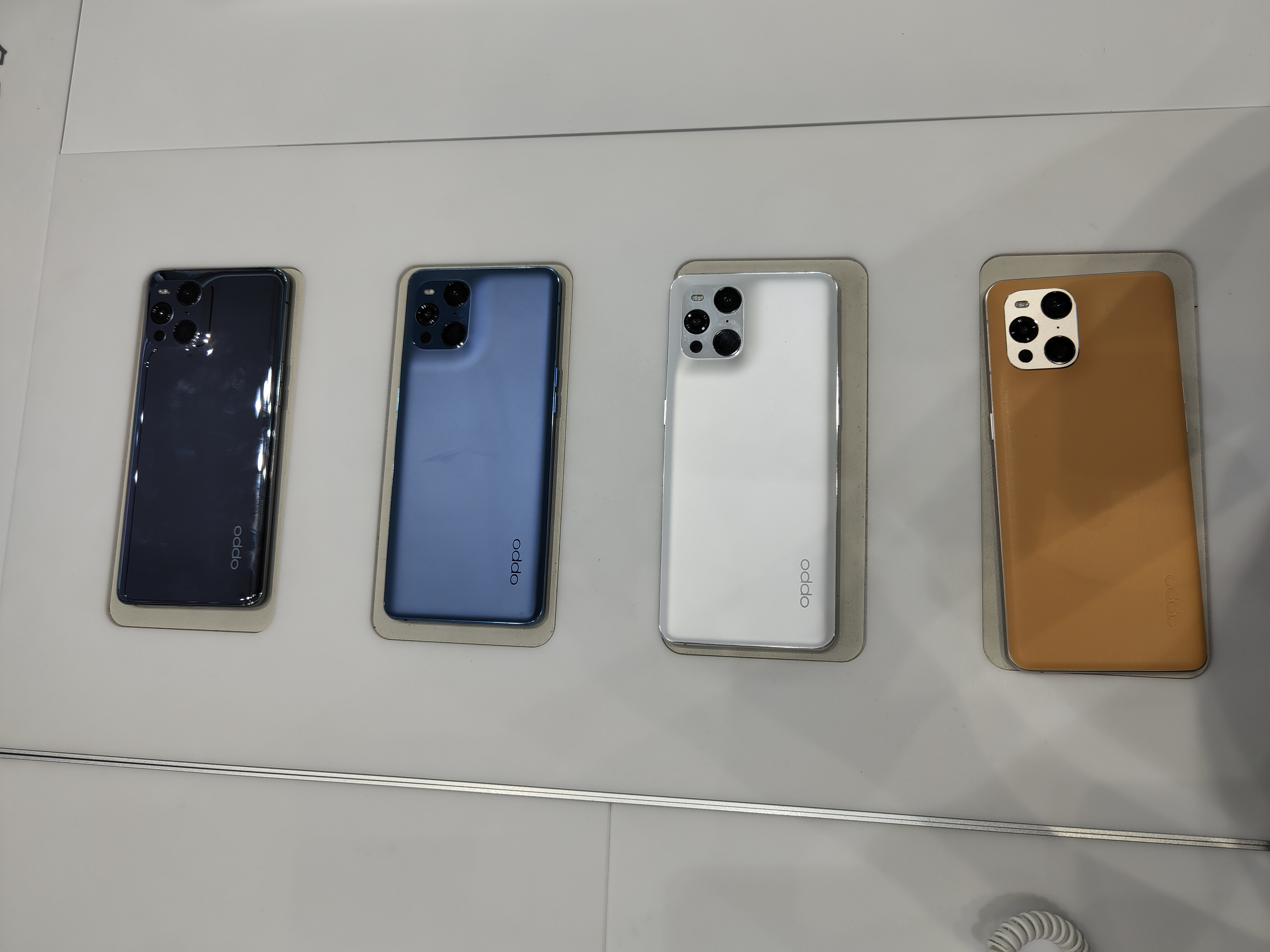
OPPOのフラッグシップスマートフォン OPPO Find X3 Pro

OPPO（オッポ、中: 欧珀）は、2004年に設立された中国広東省東莞市に本部を置く大手通信機器、ソフトウェアメーカー。
本項目ではOPPOブランドのスマートフォンの製造・販売を行うOPPOモバイル（OPPO社）について解説する。
OPPO社の日本法人であるオウガ・ジャパン社についてはオウガ・ジャパンを参照。
OPPOとOnePlusの持株会社である欧加ホールディングス（旧・OPPO電子工業）については欧加ホールディングスを、
かつてOPPOブランドでAV機器の開発・販売を行っていたOPPO Digital社についてはOPPO Digitalを参照。

## 概説

OPPOのマスコット、オッポちゃん

中国の大手電子機器メーカー、歩歩高電子工業（通称：BBK）のAV部門を分社化して2004年に設立された。かつてはDVD・ブルーレイ再生機器やオーディオ再生機器などのAV事業も手掛けていたが、現在はスマホ事業のみとなっている。
OPPOの特徴は、競合スマホメーカーのようなOEM（外部工場への委託）を一切使わず、広東省東莞市（欧加グループの拠点）に自社工場を丸抱えして品質管理・生産管理をしていることと、自撮り用カメラや急速充電など中国の若者の要求に迅速に対応して来たことと、Xiaomiやアップルのようにネット店舗やネット宣伝を重視するのではなく、リアル店舗やリアル宣伝を重視した中国の地方都市まで広がる強固な販売網があることで、中国では地方の若い女性を中心として人気があり、ほぼ同じ戦略を取るVivoと並んで「OV」と称される。
OPPOは傘下のスマホ会社である「OnePlus（一加）」および「Realme（真我）」とともに「欧加集団」という企業グループを形成している（OPPO〈欧珀〉の「欧」とOnePlus〈一加〉の「加」を合わせた名称）。OnePlusはOPPOのプレミアムスマホ部門として2013年に設立され、ガジェット好きのユーザー向けにOPPO本体とは異なるブランド戦略を行っていたが、2019年頃よりOPPOは「若い女性向けの低スペック機種」というイメージからの脱却を図るためにハイエンド機種を強化しており、ハイエンド市場でOnePlusと競合するようになったため、2021年にOnePlusの開発ラインがOPPOと統合され、OnePlusはOPPOのサブブランドと言う位置づけになった。realmeは、インド市場で爆売れしているXiaomiの廉価シリーズRedmiに対抗するべく、OPPOの廉価スマホ部門として2018年に設立されたもので、OPPOとは主な市場もブランド戦略も異なっており、2019年にOPPO本体から分離独立された。
2021年第1半期現在、スマホの販売台数で中国国内ではVivoに次ぐ2位、世界ではSAMSUNG、Apple、Xiaomiに次ぐ4位のシェアを持つ。中国国外でも現地の地方都市のショップに大きな看板を設置するなど大きな宣伝をかけ、アルジェリア工場やバングラデシュ工場など現地に自社工場を構えている。生産拠点と登記上の本社は東莞市にあるが、実質的な本社機能は隣の深圳市にある。

## 歴史
OPPOのモバイル部門であるOPPOモバイル（中：广东欧珀移动通信有限公司、英：Guangdong OPPO Mobile Telecommunications Corp.）は、2003年に既に設立されていた东莞盛铭电子有限公司を2007年にOPPO電子工業が買収し社名を东莞欧珀移动通信有限公司に変更する形で発足した。2008年に中国の格安携帯電話製造ブームに乗じてフィーチャーフォンへ参入。とはいえ、携帯電話製造ノウハウが少ない同社の製品は当時ウォークマンケータイが人気だったSony Ericssonや、女性に人気の日本の折りたたみスタイルのデザインを真似たものが多く、携帯電話では他社との差別化に苦しみヒット商品は出せなかった。2009年には社名を广东欧珀移动通信有限公司に変更した。
2011年にスライド式のQWERTYキーボードを備えた新しいスマートフォンブランド「Find」をはじめにスマートフォン市場に参入。広告にレオナルド・ディカプリオを使うという思い切った戦略で「OPPO＝ハイエンドスマートフォン」のイメージを一気に広めることに成功した。これは今日のFind Xシリーズに至るまでの始まりである。
2012年6月に「世界最薄」を謳う6.65mmのデュアルコア、Android 4.0搭載機「Finder」（約3万1000円）を発売し、話題となった。クアッドコア搭載で6.9mmの世界最薄スマホ「Find5 X909」の情報もリークされ、2013年1月29日より発売された。
2013年12月にOnePlusを設立。また同月10日より206度まで角度変更が可能な回転するカメラを搭載した大型ファブレットサイズ5.9インチスマートフォン「N1」を発売した。
2014年10月にはわずか4.85mmの厚さの5.2インチスマートフォン「Oppo R5」を発表した。
スマホをネット専売とする戦略で大都市の若者の支持を集めたXiaomiとは逆に、OPPOのスマホはリアル店舗専売とし、地方にリアル店舗網を広げる戦略をとった結果、地方都市の若者の支持を集め、2016年には中国スマホ市場1位となった。
2018年にはOPPO端末がベンチマークテスト実行中に異常な性能向上と発熱が起きることが発覚。
同年に社名をOPPO广东移动通信有限公司に変更した。
2022年現在、OPPOはスマホ市場で中国1位・世界4位のシェアを持つ。日本でもSIMフリー端末を中心に発売を継続し、知名度は上昇中である。

## 海外展開
中国以外にも東南アジア、欧州、米国、日本でスマートフォンを販売している。また2014年からはインドにおいても販売を開始した。
2014年7月にはインドネシアのジャワ島西部に工場を設立し、現地でスマートフォンの生産を行っていくと報じられている。OPPOは2013年4月にインドネシア市場に進出し、毎月20万台のスマートフォンをインドネシアで販売しており、OPPOにとっては中国市場に次いで2番目に大きな市場である。
ヨーロッパではドイツでヨーロッパ本部を設立し、5G端末がドイツテレコムに採用されるなど健闘してきたが、2022年8月にノキアとの特許権侵害裁判で敗れて、ドイツにおけるOPPOの販売が停止する事態になった。サポートは続けるとしている。

## VOOC
VOOCとは、OPPOが手掛ける先進独自技術として有名な充電規格である。2015年に最初の急速充電を発表して以来発達を続けており、現在では150W、240W充電が商用利用されているほか、320W充電を開発中である。

## デバイス
OPPOはスマートフォンのほか、イヤホンやスマートウォッチなどの周辺機器も手掛けている。ここでは中国版を基準に記述する。

### スマートフォン

#### Find X シリーズ
- Find X8 Pro
- Find X8
- Find X7 Ultra
- Find X7
- Find X6 Pro
- Find X6
- Find X5 Pro
- Find X5
- Find X5 Lite
- Find X3 Pro
- Find X3
- Find X3 Neo
- Find X3 Lite
- Find X2 Pro
- Find X2
- Find X2 Lite
- Find X

#### Find N シリーズ
Find Nは折りたたみスマホのラインナップに採用されるシリーズ名である。
- Find N5
- Find N3
- Find N3 Flip
- Find N2
- Find N2 Flip
- Find N

#### Reno シリーズ
日本向けモデルであるReno Aシリーズについてはオウガ・ジャパンを参照。
- Reno12 Pro
- Reno12
- Reno11 Pro
- Reno11
- Reno10 Pro+
- Reno10 Pro（中国版）
- Reno10 Pro（日本版には"5G"がつく）
- Reno10（中国版）
- Reno10
- Reno9 Pro+
- Reno9 Pro
- Reno9
- Reno8 Pro+
- Reno8 Pro
- Reno8
- Reno8 T 5G
- Reno8 T
- Reno7 Pro
- Reno7
- Reno7 SE
- Reno6 Pro+
- Reno6 Pro
- Reno6
- Reno5 Pro+
- Reno5 Pro
- Reno5
- Reno4 Pro
- Reno4
- Reno3 Pro
- Reno3
- Reno2
- Reno

#### K シリーズ
- K12x
- K12 Pro
- K12
- K11
- K11x
- K10x
- K10 Pro
- K10
- K9 Pro
- K9x
- K9s
- K9
- K8x
- K8
- K7
- K6
- K5
- K4
- K3
- K2
- K1

#### A シリーズ
昨今のAシリーズはA90、A70、A50、A30、A10シリーズの主に5つに大分される。どれも途中から5Gに対応しており、同じ名前でも5Gの有無で違うものを指すことがある。
OPPOと明記しないと同名のGalaxyと混同されることがあるため注意が必要である。

##### A90 シリーズ
- A97
- A96
Reno7 Aのベースモデル
- A95
- A94
- A93 5G
A54 5GのRAM増強版
- A93
これは4G
- A92s
ここから5G
- A92
- A91
Reno3 Aのベースモデル

##### A70 シリーズ
- A79 5G
- A77 5G
- A77

##### A50 シリーズ
- A55 5G
- A54 5G

##### A30 シリーズ
- A38
- A31

##### A10 シリーズ
- A18
- A12

### スマートウォッチ
OPPO Band 2
OPPO Watch Free
OPPO Band Style

### イヤホン
OPPO Enco Buds
Enco Air2 Pro
OPPO Enco Free2

## オペレーティングシステム
2013年後期（初代ColorOSのリリース）以降の全てのOPPO端末では、AndroidをベースにOPPOがカスタムを施したColorOSが採用されている。
現行の最新バージョンはColorOS 14である。
OSの名前を持つが、XiaomiのMIUIなどと仕組みは同等である。
同じColorOSでも地域でやや仕様が異なり、グローバル版にはゲーム周りの機能が異なり、GMSが搭載されているなどの違いがある。日本版にはグローバル版と大差はない。